# Кубок России по кёрлингу среди смешанных пар 2020
Кубок России по кёрлингу среди смешанных пар 2020 проводился с 11 по 17 сентября 2020 года в городе Дмитров на арене Центр фигурного катания и кёрлинга МУ СК «Дмитров». Турнир проводился в 13-й раз.
В турнире принимало участие 20 команд.
Обладателями Кубка стала команда «Новосибирская область» (Александра Стояросова / Иван Казачков), победившая в финале команду «Московская область 3» (Ольга Котельникова / Алексей Куликов). Третье место заняла команда «Москвич» (Мария Цебрий / Тимофей Насонов).

## Формат соревнований
Команды разбиваются на 4 группы (A, B, C, D) по 5 команд, где играют друг с другом по круговой системе в один круг. На групповом этапе командам начисляются очки: за победу — 2 очка, за поражение — 1 очко, за неявку (техническое поражение) — 0 очков. Затем 8 команд, занявшие в группах 1-е и 2-е места, выходят в плей-офф, где играют по олимпийской системе. Сначала команды встречаются в четвертьфиналах; затем победители четвертьфиналов встречаются в полуфиналах; победители полуфиналов в финале разыгрывают 1-е и 2-е места, проигравшие в полуфиналах разыгрывают между собой 3-е и 4-е места. В итоговой классификации команды, не вышедшие в плей-офф, ранжируются по месту, занятому в группе, а между командами, занявшими одинаковые места, по результату тестовых бросков в дом (ТБД, англ. Draw Shot Challenge, DSC, в сантиметрах, команда с меньшим результатом занимает более высокое место).

## Команды
|          | Команда                        | Женщина               | Мужчина           | Тренер(ы)                           |
| -------- | ------------------------------ | --------------------- | ----------------- | ----------------------------------- |
| Группа A |                                |                       |                   |                                     |
| A1       | Татарстан                      | Анастасия Крючкова    | Максим Иванов     | Н.Д. Захарова                       |
| A2       | Московская область 2 (Дмитров) | Дарья Морозова        | Алексей Тузов     | М.О. Веренич, Т.А. Лукина           |
| A3       | Санкт-Петербург 4              | Маргарита Евдокимова  | Олег Красиков     | К.Ю. Задворнов, Е.В. Ильиных        |
| A4       | Томск                          | Светлана Орлова       | Виталий Дубицкий  | К.Н. Шерстобитов, И.Н. Шерстобитова |
| A5       | Московская область 3 (Дмитров) | Ольга Котельникова    | Алексей Куликов   | М.О. Веренич, Т.А. Лукина           |
| Группа B |                                |                       |                   |                                     |
| B1       | Комсомолл 2 (Иркутск)          | Нина Поликарпова      | Михаил Власенко   | А.В. Трухина                        |
| B2       | Санкт-Петербург 2              | Нкеирука Езех         | Пётр Дрон         | К.Ю. Задворнов                      |
| B3       | Новосибирская область          | Александра Стояросова | Иван Казачков     | А.С. Шмаков, Е.С. Кунгурова         |
| B4       | Комсомолл 1 (Иркутск)          | Елизавета Трухина     | Николай Лысаков   | А.В. Трухина                        |
| B5       | Челябинская область 1          | Виктория Дружинина    | Дмитрий Соломатин | А.В. Житняк                         |
| Группа C |                                |                       |                   |                                     |
| C1       | Московская область 1 (Дмитров) | Дарья Стёксова        | Михаил Васьков    | А.Д. Грецкая, М.О. Веренич          |
| C2       | Красный Яр (Красноярск)        | Кристина Дудко        | Владислав Величко | А.С. Самойлик                       |
| C3       | Московская область 4 (Дмитров) | Ирина Рязанова        | Пётр Кузнецов     | А.Д. Грецкая, Д.Н. Степанов         |
| C4       | Ярославская область            | Дарья Семёнова        | Василий Тележкин  | В.Е. Тележкин, Э.А. Оганесова       |
| C5       | Сборная Москвы                 | Софья Оразалина       | Максим Шибилкин   | Д.Ю. Андрианов, Е.В. Архипов        |
| Группа D |                                |                       |                   |                                     |
| D1       | Московская область 5 (Дмитров) | Дарья Панченко        | Кирилл Савенков   | А.Д. Грецкая, Д.Н. Степанов         |
| D2       | Челябинская область 2          | Александра Бартко     | Антон Мишин       | А.В. Житняк                         |
| D3       | Москвич                        | Мария Цебрий          | Тимофей Насонов   | Д.Ю. Андрианов, Е.В. Архипов        |
| D4       | Санкт-Петербург 1              | Диана Маргарян        | Никита Игнатков   | В.А. Воробьёв                       |
| D5       | Санкт-Петербург 3              | Александра Антонова   | Вадим Шведов      | Д.С. Мельников                      |

## Результаты соревнований
Время начала матчей указано по московскому времени (UTC+3).

### Групповой этап

#### Группа A
|    | Команда                                       | А1   | А2  | А3   | А4  | А5   | В | П | О | ТБД, см | М |
| -- | --------------------------------------------- | ---- | --- | ---- | --- | ---- | - | - | - | ------- | - |
| А1 | Татарстан (Крючкова / Иванов)                 | *    | 4:8 | 3:10 | 3:7 | 2:14 | 0 | 4 | 4 | 105,34  | 5 |
| А2 | Московская область 2 (Морозова / Тузов)       | 8:4  | *   | 4:7  | 3:6 | 6:4  | 2 | 2 | 6 | 30,44   | 4 |
| А3 | Санкт-Петербург 4 (Евдокимова / Красиков)     | 10:3 | 7:4 | *    | 7:9 | 5:9  | 2 | 2 | 6 | 79,70   | 3 |
| А4 | Томск (Орлова / Дубицкий)                     | 7:3  | 6:3 | 9:7  | *   | 5:9  | 3 | 1 | 7 | 72,39   | 2 |
| А5 | Московская область 3 (Котельникова / Куликов) | 14:2 | 4:6 | 9:5  | 9:5 | *    | 3 | 1 | 7 | 87,19   | 1 |

#### Группа B
|    | Команда                                       | B1  | B2  | B3  | B4   | B5   | В | П | О | ТБД, см | М |
| -- | --------------------------------------------- | --- | --- | --- | ---- | ---- | - | - | - | ------- | - |
| B1 | Комсомолл 2 (Поликарпова / Власенко)          | *   | 9:8 | 5:6 | 7:5  | 4:7  | 2 | 2 | 6 | 42,54   | 2 |
| B2 | Санкт-Петербург 2 (Езех / Дрон)               | 8:9 | *   | 3:9 | 1:8  | 7:2  | 1 | 3 | 5 | 63,86   | 4 |
| B3 | Новосибирская область (Стояросова / Казачков) | 6:5 | 9:3 | *   | 8:7  | 6:3  | 4 | 0 | 8 | 66,80   | 1 |
| B4 | Комсомолл 1 (Трухина / Лысаков)               | 5:7 | 8:1 | 7:8 | *    | 11:1 | 2 | 2 | 6 | 51,17   | 3 |
| B5 | Челябинская область 1 (Дружинина / Соломатин) | 7:4 | 2:7 | 3:6 | 1:11 | *    | 1 | 3 | 5 | 81,61   | 5 |

#### Группа C
|    | Команда                                    | C1  | C2   | C3  | C4   | C5  | В | П | О | ТБД, см | М |
| -- | ------------------------------------------ | --- | ---- | --- | ---- | --- | - | - | - | ------- | - |
| C1 | Московская область 1 (Стёксова / Васьков)  | *   | 7:3  | 9:4 | 6:4  | 6:4 | 4 | 0 | 8 | 42,86   | 1 |
| C2 | Красный Яр (Дудко / Величко)               | 3:7 | *    | 7:8 | 10:3 | 7:6 | 2 | 2 | 6 | 40,57   | 2 |
| C3 | Московская область 4 (Рязанова / Кузнецов) | 4:9 | 8:7  | *   | 8:1  | 2:8 | 2 | 2 | 6 | 60,59   | 3 |
| C4 | Ярославская область (Семёнова / Тележкин)  | 4:6 | 3:10 | 1:8 | *    | 2:9 | 0 | 4 | 4 | 63,43   | 5 |
| C5 | Сборная Москвы (Оразалина / Шибилкин)      | 4:6 | 6:7  | 8:2 | 9:2  | *   | 2 | 2 | 6 | 70,77   | 4 |

#### Группа D
|    | Команда                                    | D1   | D2   | D3  | D4   | D5   | В | П | О | ТБД, см | М |
| -- | ------------------------------------------ | ---- | ---- | --- | ---- | ---- | - | - | - | ------- | - |
| D1 | Московская область 5 (Панченко / Савенков) | *    | 12:6 | 4:5 | 7:8  | 10:4 | 2 | 2 | 6 | 65,31   | 3 |
| D2 | Челябинская область 2 (Бартко / Мишин)     | 6:12 | *    | 4:9 | 2:7  | 3:9  | 0 | 4 | 4 | 63,17   | 5 |
| D3 | Москвич (Цебрий / Насонов)                 | 5:4  | 9:4  | *   | 6:7  | 7:6  | 3 | 1 | 7 | 74,87   | 2 |
| D4 | Санкт-Петербург 1 (Маргарян / Игнатков)    | 8:7  | 7:2  | 7:6 | *    | 5:10 | 3 | 1 | 7 | 85,94   | 1 |
| D5 | Санкт-Петербург 3 (Антонова / Шведов)      | 4:10 | 9:3  | 6:7 | 10:5 | *    | 2 | 2 | 6 | 60,46   | 4 |

     Проходят в плей-офф

### Плей-офф
|  | Четвертьфинал | Четвертьфинал                                 | Четвертьфинал                                 | Четвертьфинал                                 | Четвертьфинал                                 | Четвертьфинал                                 | Четвертьфинал                                 | Четвертьфинал                                 | Четвертьфинал                                 | Четвертьфинал                                 |                                               |                                               | Полуфинал                                     | Полуфинал                                     | Полуфинал                                     | Полуфинал                                     | Полуфинал                                     | Полуфинал                                     | Полуфинал                                     | Полуфинал            | Полуфинал            | Полуфинал            |                                               |                                               | Финал                                         | Финал                                         | Финал                                         | Финал                                         | Финал                                         | Финал                                         | Финал                                         | Финал                                   | Финал                                   | Финал |
|  |               |                                               |                                               |                                               |                                               |                                               |                                               |                                               |                                               |                                               |                                               |                                               |                                               |                                               |                                               |                                               |                                               |                                               |                                               |                      |                      |                      |                                               |                                               |                                               |                                               |                                               |                                               |                                               |                                               |                                               |                                         |                                         |       |
|  | A(1)          | Московская область 3 (Котельникова / Куликов) | Московская область 3 (Котельникова / Куликов) | Московская область 3 (Котельникова / Куликов) | Московская область 3 (Котельникова / Куликов) | Московская область 3 (Котельникова / Куликов) | Московская область 3 (Котельникова / Куликов) | Московская область 3 (Котельникова / Куликов) | Московская область 3 (Котельникова / Куликов) | 7                                             |                                               |                                               |                                               |                                               |                                               |                                               |                                               |                                               |                                               |                      |                      |                      |                                               |                                               |                                               |                                               |                                               |                                               |                                               |                                               |                                               |                                         |                                         |       |
|  | A(1)          | Московская область 3 (Котельникова / Куликов) | Московская область 3 (Котельникова / Куликов) | Московская область 3 (Котельникова / Куликов) | Московская область 3 (Котельникова / Куликов) | Московская область 3 (Котельникова / Куликов) | Московская область 3 (Котельникова / Куликов) | Московская область 3 (Котельникова / Куликов) | Московская область 3 (Котельникова / Куликов) | 7                                             |                                               |                                               |                                               |                                               |                                               |                                               |                                               |                                               |                                               |                      |                      |                      |                                               |                                               |                                               |                                               |                                               |                                               |                                               |                                               |                                               |                                         |                                         |       |
|  | B(2)          | Комсомолл 2 (Поликарпова / Власенко)          | Комсомолл 2 (Поликарпова / Власенко)          | Комсомолл 2 (Поликарпова / Власенко)          | Комсомолл 2 (Поликарпова / Власенко)          | Комсомолл 2 (Поликарпова / Власенко)          | Комсомолл 2 (Поликарпова / Власенко)          | Комсомолл 2 (Поликарпова / Власенко)          | Комсомолл 2 (Поликарпова / Власенко)          | 6                                             |                                               |                                               |                                               |                                               |                                               |                                               |                                               |                                               |                                               |                      |                      |                      |                                               |                                               |                                               |                                               |                                               |                                               |                                               |                                               |                                               |                                         |                                         |       |
|  | B(2)          | Комсомолл 2 (Поликарпова / Власенко)          | Комсомолл 2 (Поликарпова / Власенко)          | Комсомолл 2 (Поликарпова / Власенко)          | Комсомолл 2 (Поликарпова / Власенко)          | Комсомолл 2 (Поликарпова / Власенко)          | Комсомолл 2 (Поликарпова / Власенко)          | Комсомолл 2 (Поликарпова / Власенко)          | Комсомолл 2 (Поликарпова / Власенко)          | 6                                             | Московская область 3 (Котельникова / Куликов) | Московская область 3 (Котельникова / Куликов) | Московская область 3 (Котельникова / Куликов) | Московская область 3 (Котельникова / Куликов) | Московская область 3 (Котельникова / Куликов) | Московская область 3 (Котельникова / Куликов) | Московская область 3 (Котельникова / Куликов) | Московская область 3 (Котельникова / Куликов) | Московская область 3 (Котельникова / Куликов) | 10                   |                      |                      |                                               |                                               |                                               |                                               |                                               |                                               |                                               |                                               |                                               |                                         |                                         |       |
|  |               |                                               |                                               |                                               |                                               |                                               |                                               |                                               |                                               |                                               | Московская область 3 (Котельникова / Куликов) | Московская область 3 (Котельникова / Куликов) | Московская область 3 (Котельникова / Куликов) | Московская область 3 (Котельникова / Куликов) | Московская область 3 (Котельникова / Куликов) | Московская область 3 (Котельникова / Куликов) | Московская область 3 (Котельникова / Куликов) | Московская область 3 (Котельникова / Куликов) | Московская область 3 (Котельникова / Куликов) | 10                   |                      |                      |                                               |                                               |                                               |                                               |                                               |                                               |                                               |                                               |                                               |                                         |                                         |       |
|  |               |                                               | Москвич (Цебрий / Насонов)                    | Москвич (Цебрий / Насонов)                    | Москвич (Цебрий / Насонов)                    | Москвич (Цебрий / Насонов)                    | Москвич (Цебрий / Насонов)                    | Москвич (Цебрий / Насонов)                    | Москвич (Цебрий / Насонов)                    | Москвич (Цебрий / Насонов)                    | Москвич (Цебрий / Насонов)                    | 8                                             |                                               |                                               |                                               |                                               |                                               |                                               |                                               |                      |                      |                      |                                               |                                               |                                               |                                               |                                               |                                               |                                               |                                               |                                               |                                         |                                         |       |
|  | C(1)          | Московская область 1 (Стёксова / Васьков)     | Московская область 1 (Стёксова / Васьков)     | Московская область 1 (Стёксова / Васьков)     | Московская область 1 (Стёксова / Васьков)     | Московская область 1 (Стёксова / Васьков)     | Московская область 1 (Стёксова / Васьков)     | Московская область 1 (Стёксова / Васьков)     | Московская область 1 (Стёксова / Васьков)     | Москвич (Цебрий / Насонов)                    | Москвич (Цебрий / Насонов)                    | 8                                             | 5                                             |                                               |                                               |                                               |                                               |                                               |                                               |                      |                      |                      |                                               |                                               |                                               |                                               |                                               |                                               |                                               |                                               |                                               |                                         |                                         |       |
|  | C(1)          | Московская область 1 (Стёксова / Васьков)     | Московская область 1 (Стёксова / Васьков)     | Московская область 1 (Стёксова / Васьков)     | Московская область 1 (Стёксова / Васьков)     | Московская область 1 (Стёксова / Васьков)     | Московская область 1 (Стёксова / Васьков)     | Московская область 1 (Стёксова / Васьков)     | Московская область 1 (Стёксова / Васьков)     |                                               |                                               |                                               | 5                                             |                                               |                                               |                                               |                                               |                                               |                                               |                      |                      |                      |                                               |                                               |                                               |                                               |                                               |                                               |                                               |                                               |                                               |                                         |                                         |       |
|  | D(2)          | Москвич (Цебрий / Насонов)                    | Москвич (Цебрий / Насонов)                    | Москвич (Цебрий / Насонов)                    | Москвич (Цебрий / Насонов)                    | Москвич (Цебрий / Насонов)                    | Москвич (Цебрий / Насонов)                    | Москвич (Цебрий / Насонов)                    | Москвич (Цебрий / Насонов)                    | 7                                             |                                               |                                               |                                               |                                               |                                               |                                               |                                               |                                               |                                               |                      |                      |                      |                                               |                                               |                                               |                                               |                                               |                                               |                                               |                                               |                                               |                                         |                                         |       |
|  | D(2)          | Москвич (Цебрий / Насонов)                    | Москвич (Цебрий / Насонов)                    | Москвич (Цебрий / Насонов)                    | Москвич (Цебрий / Насонов)                    | Москвич (Цебрий / Насонов)                    | Москвич (Цебрий / Насонов)                    | Москвич (Цебрий / Насонов)                    | Москвич (Цебрий / Насонов)                    | 7                                             |                                               |                                               |                                               |                                               |                                               |                                               |                                               |                                               |                                               |                      |                      |                      | Московская область 3 (Котельникова / Куликов) | Московская область 3 (Котельникова / Куликов) | Московская область 3 (Котельникова / Куликов) | Московская область 3 (Котельникова / Куликов) | Московская область 3 (Котельникова / Куликов) | Московская область 3 (Котельникова / Куликов) | Московская область 3 (Котельникова / Куликов) | Московская область 3 (Котельникова / Куликов) | Московская область 3 (Котельникова / Куликов) | 9                                       |                                         |       |
|  |               |                                               |                                               |                                               |                                               |                                               |                                               |                                               |                                               |                                               |                                               |                                               |                                               |                                               |                                               |                                               |                                               |                                               |                                               |                      |                      |                      | Московская область 3 (Котельникова / Куликов) | Московская область 3 (Котельникова / Куликов) | Московская область 3 (Котельникова / Куликов) | Московская область 3 (Котельникова / Куликов) | Московская область 3 (Котельникова / Куликов) | Московская область 3 (Котельникова / Куликов) | Московская область 3 (Котельникова / Куликов) | Московская область 3 (Котельникова / Куликов) | Московская область 3 (Котельникова / Куликов) | 9                                       |                                         |       |
|  |               |                                               | Новосибирская область (Стояросова / Казачков) | Новосибирская область (Стояросова / Казачков) | Новосибирская область (Стояросова / Казачков) | Новосибирская область (Стояросова / Казачков) | Новосибирская область (Стояросова / Казачков) | Новосибирская область (Стояросова / Казачков) | Новосибирская область (Стояросова / Казачков) | Новосибирская область (Стояросова / Казачков) | Новосибирская область (Стояросова / Казачков) | 10                                            |                                               |                                               |                                               |                                               |                                               |                                               |                                               |                      |                      |                      |                                               |                                               |                                               |                                               |                                               |                                               |                                               |                                               |                                               |                                         |                                         |       |
|  | D(1)          | Санкт-Петербург 1 (Маргарян / Игнатков)       | Санкт-Петербург 1 (Маргарян / Игнатков)       | Санкт-Петербург 1 (Маргарян / Игнатков)       | Санкт-Петербург 1 (Маргарян / Игнатков)       | Санкт-Петербург 1 (Маргарян / Игнатков)       | Санкт-Петербург 1 (Маргарян / Игнатков)       | Санкт-Петербург 1 (Маргарян / Игнатков)       | Санкт-Петербург 1 (Маргарян / Игнатков)       | Новосибирская область (Стояросова / Казачков) | Новосибирская область (Стояросова / Казачков) | 10                                            | 5                                             |                                               |                                               |                                               |                                               |                                               |                                               |                      |                      |                      |                                               |                                               |                                               |                                               |                                               |                                               |                                               |                                               |                                               |                                         |                                         |       |
|  | D(1)          | Санкт-Петербург 1 (Маргарян / Игнатков)       | Санкт-Петербург 1 (Маргарян / Игнатков)       | Санкт-Петербург 1 (Маргарян / Игнатков)       | Санкт-Петербург 1 (Маргарян / Игнатков)       | Санкт-Петербург 1 (Маргарян / Игнатков)       | Санкт-Петербург 1 (Маргарян / Игнатков)       | Санкт-Петербург 1 (Маргарян / Игнатков)       | Санкт-Петербург 1 (Маргарян / Игнатков)       |                                               |                                               |                                               | 5                                             |                                               |                                               |                                               |                                               |                                               |                                               |                      |                      |                      |                                               |                                               |                                               |                                               |                                               |                                               |                                               |                                               |                                               |                                         |                                         |       |
|  | C(2)          | Красный Яр (Дудко / Величко)                  | Красный Яр (Дудко / Величко)                  | Красный Яр (Дудко / Величко)                  | Красный Яр (Дудко / Величко)                  | Красный Яр (Дудко / Величко)                  | Красный Яр (Дудко / Величко)                  | Красный Яр (Дудко / Величко)                  | Красный Яр (Дудко / Величко)                  | 4                                             |                                               |                                               |                                               |                                               |                                               |                                               |                                               |                                               |                                               |                      |                      |                      |                                               |                                               |                                               |                                               |                                               |                                               |                                               |                                               |                                               |                                         |                                         |       |
|  | C(2)          | Красный Яр (Дудко / Величко)                  | Красный Яр (Дудко / Величко)                  | Красный Яр (Дудко / Величко)                  | Красный Яр (Дудко / Величко)                  | Красный Яр (Дудко / Величко)                  | Красный Яр (Дудко / Величко)                  | Красный Яр (Дудко / Величко)                  | Красный Яр (Дудко / Величко)                  | 4                                             | Санкт-Петербург 1 (Маргарян / Игнатков)       | Санкт-Петербург 1 (Маргарян / Игнатков)       | Санкт-Петербург 1 (Маргарян / Игнатков)       | Санкт-Петербург 1 (Маргарян / Игнатков)       | Санкт-Петербург 1 (Маргарян / Игнатков)       | Санкт-Петербург 1 (Маргарян / Игнатков)       | Санкт-Петербург 1 (Маргарян / Игнатков)       | Санкт-Петербург 1 (Маргарян / Игнатков)       | Санкт-Петербург 1 (Маргарян / Игнатков)       | 4                    |                      |                      |                                               |                                               |                                               |                                               |                                               |                                               |                                               |                                               |                                               |                                         |                                         |       |
|  |               |                                               |                                               |                                               |                                               |                                               |                                               |                                               |                                               |                                               | Санкт-Петербург 1 (Маргарян / Игнатков)       | Санкт-Петербург 1 (Маргарян / Игнатков)       | Санкт-Петербург 1 (Маргарян / Игнатков)       | Санкт-Петербург 1 (Маргарян / Игнатков)       | Санкт-Петербург 1 (Маргарян / Игнатков)       | Санкт-Петербург 1 (Маргарян / Игнатков)       | Санкт-Петербург 1 (Маргарян / Игнатков)       | Санкт-Петербург 1 (Маргарян / Игнатков)       | Санкт-Петербург 1 (Маргарян / Игнатков)       | 4                    |                      |                      |                                               |                                               |                                               |                                               |                                               |                                               |                                               |                                               |                                               |                                         |                                         |       |
|  |               |                                               | Новосибирская область (Стояросова / Казачков) | Новосибирская область (Стояросова / Казачков) | Новосибирская область (Стояросова / Казачков) | Новосибирская область (Стояросова / Казачков) | Новосибирская область (Стояросова / Казачков) | Новосибирская область (Стояросова / Казачков) | Новосибирская область (Стояросова / Казачков) | Новосибирская область (Стояросова / Казачков) | Новосибирская область (Стояросова / Казачков) | 7                                             |                                               |                                               |                                               |                                               |                                               |                                               |                                               |                      |                      |                      |                                               |                                               |                                               |                                               |                                               |                                               |                                               |                                               |                                               |                                         |                                         |       |
|  | B(1)          | Новосибирская область (Стояросова / Казачков) | Новосибирская область (Стояросова / Казачков) | Новосибирская область (Стояросова / Казачков) | Новосибирская область (Стояросова / Казачков) | Новосибирская область (Стояросова / Казачков) | Новосибирская область (Стояросова / Казачков) | Новосибирская область (Стояросова / Казачков) | Новосибирская область (Стояросова / Казачков) | Новосибирская область (Стояросова / Казачков) | Новосибирская область (Стояросова / Казачков) | 7                                             | 11                                            |                                               |                                               | Матч за третье место                          | Матч за третье место                          | Матч за третье место                          | Матч за третье место                          | Матч за третье место | Матч за третье место | Матч за третье место | Матч за третье место                          | Матч за третье место                          | Матч за третье место                          |                                               |                                               |                                               |                                               |                                               |                                               |                                         |                                         |       |
|  | B(1)          | Новосибирская область (Стояросова / Казачков) | Новосибирская область (Стояросова / Казачков) | Новосибирская область (Стояросова / Казачков) | Новосибирская область (Стояросова / Казачков) | Новосибирская область (Стояросова / Казачков) | Новосибирская область (Стояросова / Казачков) | Новосибирская область (Стояросова / Казачков) | Новосибирская область (Стояросова / Казачков) |                                               |                                               |                                               | 11                                            |                                               |                                               | Матч за третье место                          | Матч за третье место                          | Матч за третье место                          | Матч за третье место                          | Матч за третье место | Матч за третье место | Матч за третье место | Матч за третье место                          | Матч за третье место                          | Матч за третье место                          |                                               |                                               |                                               |                                               |                                               |                                               |                                         |                                         |       |
|  | A(2)          | Томск (Орлова / Дубицкий)                     | Томск (Орлова / Дубицкий)                     | Томск (Орлова / Дубицкий)                     | Томск (Орлова / Дубицкий)                     | Томск (Орлова / Дубицкий)                     | Томск (Орлова / Дубицкий)                     | Томск (Орлова / Дубицкий)                     | Томск (Орлова / Дубицкий)                     | 0                                             |                                               |                                               |                                               |                                               |                                               |                                               |                                               |                                               |                                               |                      |                      |                      |                                               |                                               |                                               |                                               |                                               |                                               |                                               |                                               |                                               |                                         |                                         |       |
|  | A(2)          | Томск (Орлова / Дубицкий)                     | Томск (Орлова / Дубицкий)                     | Томск (Орлова / Дубицкий)                     | Томск (Орлова / Дубицкий)                     | Томск (Орлова / Дубицкий)                     | Томск (Орлова / Дубицкий)                     | Томск (Орлова / Дубицкий)                     | Томск (Орлова / Дубицкий)                     | 0                                             |                                               |                                               |                                               |                                               |                                               |                                               |                                               |                                               |                                               |                      |                      |                      |                                               |                                               |                                               |                                               |                                               |                                               |                                               |                                               |                                               |                                         |                                         |       |
|  |               |                                               |                                               |                                               |                                               |                                               |                                               |                                               |                                               |                                               |                                               |                                               |                                               |                                               |                                               |                                               |                                               |                                               |                                               |                      |                      |                      |                                               |                                               | Москвич (Цебрий / Насонов)                    | Москвич (Цебрий / Насонов)                    | Москвич (Цебрий / Насонов)                    | Москвич (Цебрий / Насонов)                    | Москвич (Цебрий / Насонов)                    | Москвич (Цебрий / Насонов)                    | Москвич (Цебрий / Насонов)                    | Москвич (Цебрий / Насонов)              | Москвич (Цебрий / Насонов)              | 8     |
|  |               |                                               |                                               |                                               |                                               |                                               |                                               |                                               |                                               |                                               |                                               |                                               |                                               |                                               |                                               |                                               |                                               |                                               |                                               |                      |                      |                      |                                               |                                               | Москвич (Цебрий / Насонов)                    | Москвич (Цебрий / Насонов)                    | Москвич (Цебрий / Насонов)                    | Москвич (Цебрий / Насонов)                    | Москвич (Цебрий / Насонов)                    | Москвич (Цебрий / Насонов)                    | Москвич (Цебрий / Насонов)                    | Москвич (Цебрий / Насонов)              | Москвич (Цебрий / Насонов)              | 8     |
|  |               |                                               |                                               |                                               |                                               |                                               |                                               |                                               |                                               |                                               |                                               |                                               |                                               |                                               |                                               |                                               |                                               |                                               |                                               |                      |                      |                      |                                               |                                               | Санкт-Петербург 1 (Маргарян / Игнатков)       | Санкт-Петербург 1 (Маргарян / Игнатков)       | Санкт-Петербург 1 (Маргарян / Игнатков)       | Санкт-Петербург 1 (Маргарян / Игнатков)       | Санкт-Петербург 1 (Маргарян / Игнатков)       | Санкт-Петербург 1 (Маргарян / Игнатков)       | Санкт-Петербург 1 (Маргарян / Игнатков)       | Санкт-Петербург 1 (Маргарян / Игнатков) | Санкт-Петербург 1 (Маргарян / Игнатков) | 0     |
|  |               |                                               |                                               |                                               |                                               |                                               |                                               |                                               |                                               |                                               |                                               |                                               |                                               |                                               |                                               |                                               |                                               |                                               |                                               |                      |                      |                      |                                               |                                               | Санкт-Петербург 1 (Маргарян / Игнатков)       | Санкт-Петербург 1 (Маргарян / Игнатков)       | Санкт-Петербург 1 (Маргарян / Игнатков)       | Санкт-Петербург 1 (Маргарян / Игнатков)       | Санкт-Петербург 1 (Маргарян / Игнатков)       | Санкт-Петербург 1 (Маргарян / Игнатков)       | Санкт-Петербург 1 (Маргарян / Игнатков)       | Санкт-Петербург 1 (Маргарян / Игнатков) | Санкт-Петербург 1 (Маргарян / Игнатков) | 0     |

«PP» — «пауэр плэй», см. :en:Power play
Четвертьфиналы. 15 сентября, 17:30
| Площадка A                                         | 1 | 2 | 3 | 4 | 5 | 6 | 7      | 8      | Всего |
| A(1) Московская область 3 (Котельникова / Куликов) | 0 | 0 | 0 | 1 | 2 | 0 | 4 (PP) | 0      | 7     |
| B(2) Комсомолл 2 (Поликарпова / Власенко)          | 1 | 2 | 0 | 0 | 0 | 2 | 0      | 1 (PP) | 6     |

| Площадка B                                   | 1 | 2 | 3 | 4 | 5 | 6      | 7      | 8 | Всего |
| C(2) Красный Яр (Дудко / Величко)            | 1 | 0 | 0 | 1 | 1 | 0      | 1 (PP) | 0 | 4     |
| D(1) Санкт-Петербург 1 (Маргарян / Игнатков) | 0 | 1 | 1 | 0 | 0 | 2 (PP) | 0      | 1 | 5     |

| Площадка C                                     | 1 | 2 | 3 | 4 | 5 | 6 | 7      | 8 | Всего |
| C(1) Московская область 1 (Стёксова / Васьков) | 0 | 2 | 0 | 3 | 0 | 0 | 0 (PP) | 0 | 5     |
| D(2) Москвич (Цебрий / Насонов)                | 1 | 0 | 2 | 0 | 1 | 1 | 1      | 1 | 7     |

| Площадка D                                         | 1 | 2 | 3 | 4 | 5 | 6 | 7 | 8 | Всего |
| B(1) Новосибирская область (Стояросова / Казачков) | 5 | 1 | 2 | 1 | 1 | 1 | X | X | 11    |
| A(2) Томск (Орлова / Дубицкий)                     | 0 | 0 | 0 | 0 | 0 | 0 | X | X | 0     |

Полуфиналы. 16 сентября, 9:00
| Площадка A                                    | 1 | 2 | 3 | 4 | 5      | 6 | 7 | 8      | Всего |
| Новосибирская область (Стояросова / Казачков) | 2 | 1 | 0 | 2 | 0      | 2 | 0 | X (PP) | 7     |
| Санкт-Петербург 1 (Маргарян / Игнатков)       | 0 | 0 | 1 | 0 | 2 (PP) | 0 | 1 | X      | 4     |

| Площадка D                                    | 1 | 2 | 3 | 4 | 5      | 6 | 7 | 8      | Всего |
| Москвич (Цебрий / Насонов)                    | 1 | 0 | 3 | 0 | 1 (PP) | 0 | 3 | X      | 8     |
| Московская область 3 (Котельникова / Куликов) | 0 | 5 | 0 | 2 | 0      | 3 | 0 | X (PP) | 10    |

Матч за 3-е место. 16 сентября, 13:00
| Площадка C                              | 1 | 2 | 3 | 4 | 5      | 6 | 7 | 8 | Всего |
| Санкт-Петербург 1 (Маргарян / Игнатков) | 0 | 0 | 0 | 0 | 0 (PP) | 0 | X | X | 0     |
| Москвич (Цебрий / Насонов)              | 2 | 1 | 1 | 1 | 1      | 2 | X | X | 8     |

Финал. 16 сентября, 13:00
| Площадка B                                    | 1 | 2 | 3 | 4 | 5 | 6 | 7      | 8      | Всего |
| Новосибирская область (Стояросова / Казачков) | 0 | 4 | 0 | 3 | 1 | 0 | 1 (PP) | 1      | 10    |
| Московская область 3 (Котельникова / Куликов) | 2 | 0 | 4 | 0 | 0 | 3 | 0      | 0 (PP) | 9     |

### Итоговая классификация
| Место | Команда               | Женщина               | Мужчина           | И | В | П | МГ | DSC, см |
| ----- | --------------------- | --------------------- | ----------------- | - | - | - | -- | ------- |
| 1     | Новосибирская область | Александра Стояросова | Иван Казачков     | 7 | 7 | 0 | 1  | 66,80   |
| 2     | Московская область 3  | Ольга Котельникова    | Алексей Куликов   | 7 | 5 | 2 | 1  | 87,19   |
| 3     | Москвич               | Мария Цебрий          | Тимофей Насонов   | 7 | 5 | 2 | 2  | 74,87   |
| 4     | Санкт-Петербург 1     | Диана Маргарян        | Никита Игнатков   | 7 | 4 | 3 | 1  | 85,94   |
| 5     | Красный Яр            | Кристина Дудко        | Владислав Величко | 5 | 2 | 3 | 2  | 40,57   |
| 6     | Комсомолл 2           | Нина Поликарпова      | Михаил Власенко   | 5 | 2 | 3 | 2  | 42,54   |
| 7     | Московская область 1  | Дарья Стёксова        | Михаил Васьков    | 5 | 4 | 1 | 1  | 42,86   |
| 8     | Томск                 | Светлана Орлова       | Виталий Дубицкий  | 5 | 3 | 2 | 2  | 72,39   |
| 9     | Комсомолл 1           | Елизавета Трухина     | Николай Лысаков   | 4 | 2 | 2 | 3  | 51,17   |
| 10    | Московская область 4  | Ирина Рязанова        | Пётр Кузнецов     | 4 | 2 | 2 | 3  | 60,59   |
| 11    | Московская область 5  | Дарья Панченко        | Кирилл Савенков   | 4 | 2 | 2 | 3  | 65,31   |
| 12    | Санкт-Петербург 4     | Маргарита Евдокимова  | Олег Красиков     | 4 | 2 | 2 | 3  | 79,70   |
| 13    | Московская область 2  | Дарья Морозова        | Алексей Тузов     | 4 | 2 | 2 | 4  | 30,44   |
| 14    | Санкт-Петербург 3     | Александра Антонова   | Вадим Шведов      | 4 | 2 | 2 | 4  | 60,46   |
| 15    | Санкт-Петербург 2     | Нкеирука Езех         | Пётр Дрон         | 4 | 1 | 3 | 4  | 63,86   |
| 16    | Сборная Москвы        | Софья Оразалина       | Максим Шибилкин   | 4 | 2 | 3 | 4  | 70,77   |
| 17    | Челябинская область 2 | Александра Бартко     | Антон Мишин       | 4 | 0 | 4 | 5  | 63,17   |
| 18    | Ярославская область   | Дарья Семёнова        | Василий Тележкин  | 4 | 0 | 4 | 5  | 63,43   |
| 19    | Челябинская область 1 | Виктория Дружинина    | Дмитрий Соломатин | 4 | 1 | 3 | 5  | 81,61   |
| 20    | Татарстан             | Анастасия Крючкова    | Максим Иванов     | 4 | 0 | 4 | 5  | 105,34  |